# Contact (The-Police-Lied)
Contact  ist ein Lied der britischen Rockband The Police. Es wurde von Stewart Copeland geschrieben und erschien auf dem zweiten Studioalbum der Band, Reggatta de Blanc.

## Text und Musik
Im Text geht es um Kontaktaufnahme. Es hat auch einen sexuellen Aspekt, denn der Begriff Regenmantel steht für Kondom, ein Touchdown ist ein Höhepunkt.

„Ich habe einen Kloß im Hals wegen der Nachricht, die du geschrieben hast

Ich würde ja vorbeikommen, aber ich habe keinen Regenmantel dabei

Haben wir Kontakt

Du und ich?

Haben wir einen Touchdown

Kann es nicht sein?“

## Besetzung
- Sting: E-Bass, Gesang
- Stewart Copeland: Schlagzeug
- Andy Summers: E-Gitarre